# Krazy Kat
Krazy Kat és una tira de premsa creada per George Herriman, i que es va publicar en diaris estatunidencs propietat de William Randolph Hearst entre el 1910 i 1944. El nom del còmic és també el del personatge principal de la tira. Va aparèixer per primera vegada al New York Evening Journal, el propietari del qual, William Randolph Hearst, va ser un gran impulsor de la tira durant tota la seva carrera. Els personatges s'havien introduït anteriorment en una tira lateral amb la creació anterior de Herriman, The Dingbat Family. La frase "Krazy Kat" es va originar allà, dita pel ratolí a manera de descriure el gat. Ambientada en un retrat oníric de la casa de vacances de Herriman al comtat de Coconino, Arizona, la barreja de surrealisme poc convencional, joc innocent i llenguatge poètic i idiosincràtic de Krazy Kat l'ha convertit en el favorit dels aficionats al còmic i dels crítics d'art durant més de vuitanta anys.
La tira se centra en la curiosa relació entre un gat desimbolt, despreocupat i senzill anomenat Krazy i un ratolí de mal humor anomenat Ignatz. Krazy alimenta un amor no correspost pel ratolí. No obstant això, Ignatz menysprea Krazy i planeja constantment tirar maons al cap d'en Krazy, que Krazy interpreta com un signe d'afecte, pronunciant respostes agraïdes com "Li'l dollink, allus f'etful", o "Li'l ainjil". Un tercer personatge principal, l'oficial Bull Pupp, apareix sovint i intenta “protegir” en Krazy frustrant els intents d'Ignatz i empresonant-lo. Més tard, l'oficial Pupp s'enamora de Krazy.
Malgrat la senzillesa de la premissa general, la caracterització detallada, combinada amb la creativitat visual i verbal de Herriman, van fer de Krazy Kat un dels primers còmics a ser àmpliament elogiat pels intel·lectuals i tractat com a art “seriós”. El crític d'art Gilbert Seldes va escriure un llarg panegíric a la tira el 1924, anomenant-la “l'obra d'art més divertida, fantàstica i satisfactòria produïda a Amèrica avui”. El poeta, E. E. Cummings, un altre admirador de Herriman, va escriure la introducció a la primera col·lecció de la tira en forma de llibre.[6] Aquestes valoracions crítiques de Seldes i Cummings van ser influents per establir la reputació de Krazy Kat com una obra de geni.

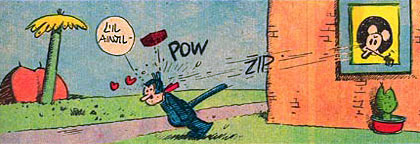
Krazy Kat

Els seus personatges han estat adaptats al cinema d'animació diverses vegades.